# Daïra d'Aouf
La daïra d'Aouf est une circonscription administrative algérienne située dans la wilaya de Mascara. Son chef-lieu est situé sur la commune éponyme d'Aouf.

## Communes
La daïra regroupe les trois communes d'Aouf, Gharrous et Beniane.